# آنتو دروبنیاک
آنتو دروبنیاک (انگلیسی: Anto Drobnjak؛ زادهٔ ۲۱ سپتامبر ۱۹۶۸) بازیکن سابق فوتبال اهل مونته‌نگرو است.
از باشگاه‌هایی که در آن بازی کرده‌است می‌توان به باشگاه فوتبال سوشو، باشگاه فوتبال ستاره سرخ بلگراد، باشگاه فوتبال لن، باشگاه فوتبال گامبا اوساکا، باشگاه فوتبال باستیا اشاره کرد.